# جعفر كاشف الغطاء
الشيخ جعفر بن خضر بن يحيى بن مطر بن سيف الجناجي النجفي المعروف بالشيخ جعفر كاشف الغطاء (1156 هـ - 1228 هـ). هو رجل دين وفقيه شيعي عراقي من مشاهير فقهاء الشيعة الإثني عشريَّة وتلامذة المجدد الوحيد البهبهاني، ويُشار إليه بلقب الشيخ الأكبر، وسمي باسم كاشف الغطاء نسبة إلى كتابه كشف الغطاء عن مبهمات الشريعة الغرّاء وصار لقباً لعائلته وذريته من بعده، ولا تزال ذريَّته تسمى بآل كاشف الغطاء وكان ينظم الشعر أحيانا.

## ولادته ونسبه
ولد كاشف الغطاء بمدينة النجف وإليها نسبته النجفي، وكانت ولادته سنة 1156 هـ، وأمَّا المالكي فنسبة إلى بني مالك، إحدى قبائل العراق وهم الآن المعروفون بآل علي، وهم طائفة كبيرة بعضهم الآن في نواحي الشامية وبعضهم في نواحي الحلة. وقد اشتهر بلقب كاشف الغطاء بعد أن ألَّف كتابه كشف الغطاء عن مبهمات الشريعة الغراء، الذي أهداه لفتح علي شاه القاجاري، وأذن لهُ فيه بما نصَّ عليه في كتاب الجهاد منه، وبعد أن انتشر الكتاب في الأوساط، وكان ذلك في أواخر عمرهِ وفي فترة مرجعيته، فصار يعرف بهذه الشهرة. وقال حرز الدين: «وبهِ اشتهر أخيراً».

## مشايخه
تلقى الشيخ جعفر علومه ومعارفه على يد كبار علماء عصره ومنهم: والده الشيخ خضر، فقد قرأ عليه المقدمات، وبعدها حضر أبحاث المدرسين والعلماء وكان تلمذته على أساطين عصره مثل الشيخ محمد مهدي الفتوني العاملي، والشيخ محمد تقي الدورقي، والسيد صادق الفحّام، والأغا محمد باقر بن محمد أكمل المعروف بالوحيد البهبهاني، والسيد مهدي الطباطبائي (بحر العلوم)، وكان حضوره عند السيد مهدي بحر العلوم أخيراً بعد أن رحلَ من كربلاء إلى النجف، وقد حضر عنده لمدة قليلة تقرب من ستة أشهر لأجل البركة واليمن كما ذكرَ في الحصون المنيعة. وكان أكثر تلمذته عند هؤلاء الأعلام، كما كانت لهُ الرواية أيضاً عنهم.

## تلامذته
تتلمذ عليه الكثير من العلماء حتى أنه مضى زمن في إيران أنَّ من عاصره ولم يحضر عليه لا يقلّد في إيران بل لا يكون مرجعاً عاماً. وقد انحصر منبر التدريس بهِ في الحوزة العلمية في النجف بعد وفاة السيد مهدي بحر العلوم سنة (1212هـ)، فحضر عنده جميع أصحاب السيد ورجعوا إليه، للاغتراف من بحر علمه، فكان أستاذ رجال تلك الفترة على الإطلاق؛ بل حضرَ درسه من هو مسلّم الاجتهاد والفقاهة، كالشيخ حسين نجف، والشيخ قاسم محيي الدين، وأمثالهما، ويبدو أن حضور الشيخ حسين نجف في درس الشيخ جعفر كان بداعي التأييد والدعم المعنوي له، وأمثال ذلك. ولذا لم يعدّه أرباب التراجم في تلامذة الشيخ جعفر ولا ذكروه في أساتيذه.
قال عنه السيد الأمين: ((تخرج به كثير من الفقهاء المشاهير)). وقد ذكر الشيخ علي ابن الشيخ محمد رضا ابن الشيخ هادي، حفيد الشيخ جعفر: ((ذكر المؤرخون أنه كان تحت منبره من المجتهدين ما لا يحصى عدده، فضلاً عن المراهقين للاجتهاد)). وأضاف: ((وإنك لا تجد فقيهاً شيعياً أو مرجعاً للتقليد إمامياً إلاَّ وتنتهي سلسلة أساتذته إليه)).
بعد هذا فلا يمكن أن نحصر أسماء الذين تخرجوا على يده ودرسوا تحت منبره. وكان على رأسهم أبناؤه الأجلة الكرام، مشايخ الإسلام والفقهاء الأعلام كما وصفهم بذلك السيد الخونساري. وهم كل من:
| 1- ولده الأكبر الشيخ موسى (ت: 1241هـ) قال فيه السيد الخونساري: ((كان خلاّقاً للفقه، بصيراً بقوانينه، لم تبصر بنظيره الأيام، وكان أبوه يقدمه في الفقه على مَن عدا المحقق والشهيد)). وقد سُئل الشيخ جعفر عن أفقه الناس؟ فقال: أنا وولدي موسى والشهيد الأول. 2- ولده الثاني: الشيخ علي (ت: 1253هـ)، فقد كان شيخ الشيعة، ومحيي الشريعة، وهو أستاذ الشيوخ الفحول، الذين منهم العلامة الشيخ الأنصاري- فإنه كان عمدة مشايخه في الفقه- وكان محققاً متبحراً. 3- ولده الثالث: الشيخ محمد (ت: 1247هـ)، وكان عالماً فاضلاً كاملاً شهماً مهاباً مطاعاً، وكان المقدم بعد أخويه الشيخ موسى والشيخ علي. 4- ولده الرابع: الشيخ حسن (ت: 1262هـ) وقد قال عنه السيد الخونساري في ترجمة أبيه الشيخ جعفر: إنه الأقرب إليهما –أخويه الشيخ موسى والشيخ علي- فضلاً، وفقهاً، وفهماً. فهؤلاء هم أنجاله الأربعة، ومن تلامذته أيضاً أصهاره الخمسة: 5- الشيخ أسد الله بن إسماعيل الدزفولي التستري الكاظمي (ت: 1234هـ)، ومن أشهر مصنفاته: مقابس الأنوار ونفائس الأسرار في أحكام النبي المختار وعترته الأطهار. 6- الشيخ محمد تقي بن محمد رحيم الأصفهاني (ت: 1248هـ)، ومن أهم آثاره وأشهرها: حاشيته على مقدمة معالم الدين، سمّاها: هداية المسترشدين في شرح أصول معالم الدين. 7- السيد صدر الدين محمد الموسوي العاملي (ت: 1263هـ)، له عدة تصانيف منها: شرح مقبولة عمر بن حنظلة في غاية البسط، ورسالة حجية المظنة رد فيها دليل الانسداد. 8- الشيخ الأغا محمد علي ابن الأغا باقر الهزارجريبي (ت: 1245هـ)، له عدة آثار، منها: حاشية على شرح اللمعة الدمشقية، وكتاب البحر الزاخر في الفقه. 9- الشيخ محمد ابن الشيخ محسن ابن الشيخ خضر بن يحيى الجناجي، وهو والد الشيخ راضي مؤسس أسرة آل الشيخ راضي، والشيخ راضي هو سبط الشيخ جعفر. وأما باقي المشاهير من تلامذته، فهم: 10- السيد محمد جواد العاملي (ت: 1226هـ). وهو صاحب الموسوعة الفقهية الضخمة التي جعلها شرحاً لقواعد العلامة، وقد سمّاها مفتاح الكرامة. 11- الشيخ محمد حسن النجفي (ت: 1266هـ)، وهو صاحب الموسوعة الفقهية الشهيرة بكتاب (الجواهر) والتي تعتبر دائرة معارف الفقه الجعفري. | 12- الشيخ محسن خنفر (ت: 1270هـ) له رسالة عملية في العبادات لعمل مقلديه أسماها: مقاصد النجاة. 13- الشيخ خضر بن شلال العفكاوي النجفي (ت: 1255هـ)، ترك آثاراً مهمة منها: التحفة الغروية في شرح اللمعة الدمشقية، وأبواب الجنان وبشائر الرضوان في الزيارات. 14- الشيخ محسن الأعسم (ت: 1238هـ)، وهو مؤلف كشف الظلام في شرح شرائع الإسلام. 15- الشيخ محمد علي الأعسم (ت 1233هـ)، له منظومة في المواريث، والعدد، والرضاع، والديات، وآداب الأطعمة والأشربة، وله مراثٍ في الحسين (ع). 16- الشيخ عبد الحسين الأعسم (ت: 1247هـ)، وهو ابن الشيخ محمد علي الأعسم الذي مرَّ ذكره، وقد قام بشرح منظومات والده، وله كتاب (ذرائع الأفهام إلى أحكام شرائع الإسلام). 17- السيد عبد الله شبر الكاظمي (ت: 1242هـ)، وقد صنف في أكثر العلوم الشرعية من التفسير والفقه والحديث واللغة وغيرها، وقد نافت مؤلفاته على (52) مؤلفاً. 18- السيد صدر الدين العاملي (ت: 1263هـ)، ترك آثاراً كثيرة منها: (أسرة العترة)، و(القسطاس المستقيم) و(المستطرفات) وغيرها. 19- السيد محمد ابن الأمير معصوم الرضوي (ت: 1255هـ). 20- السيد محسن الأعرجي (ت: 1227هـ)، له عدة مؤلفات أهمها: المحصول في علم الأصول، وبه اشتهر. 21- الشيخ محمد إبراهيم الكلباسي (ت 1261هـ)، له عدة مؤلفات منها: منهاج الهداية، والإشارات، ورسالة في مفطرية شرب التتن. | 22- السيد محمد باقر حجة الإسلام (ت: 1260هـ). من أهم مؤلفاته: مطالع الأنوار في شرح الشرائع. 23- الشيخ عبد علي بن أميد علي الرشتي (ت: بعد 1226هـ). 24- السيد علي ابن السيد محمد الأمين العاملي (ت: 1249هـ)، له مؤلفات، منها: شرح منظومة بحر العلوم، وحواشٍ على الشرح الصغير، ومختصر شرح الكبير المعروف بالرياض للسيد علي الطباطبائي. 25- الشيخ قاسم محيي الدين (ت: 1237هـ)، من أهم مؤلفاته: (نهج الأنام في شرح شرائع الإسلام). 26- الشيخ إبراهيم البلاغي (1246هـ)، وكان أديباً شاعراً، يروى لهُ شعر في الموعظة والعرفان. 27- السيد حسن العطار البغدادي (ت: 1241هـ)، وهو من الأدباء الشعراء، له ديوان شعر. 28- السيد إبراهيم العطار البغدادي (ت 1227هـ)، وهو من الأدباء. 29- الشيخ راضي نصّار (ت: 1246هـ). ومن آثاره نسخة كشف الغطاء، كتبها بخطّه، وبالغ في تصحيحها. 30- السيد باقر القزويني (ت: 1246هـ)، له عدة مؤلفات، منها: الفلك المشحون في أحوال الحجة، وجامع الرسائل في الفقه، وحواشٍ على كشف اللثام. 31- السيد حسن القزويني (ت: 1228هـ). 32- السيد علي القزويني (ت: حدود 1237هـ). 33- الشيخ محمد بن يونس الحميدي، ومن مؤلفاته: براهين العقول، وميزان العقول. 34- الشيخ إبراهيم بن مهدي بن حسن القديحي القطيفي. 35- الملا زين العابدين السلماسي. |

وغيرهم العشرات من العلماء.

## مؤلفاته
ترك الشيخ جعفر آثاراً مهمة تدل على سمو منزلته، وعظم عطائه، فأتحف المكتبة الشيعية بعدد مهم من المؤلفات القيمة والرائعة. وتلك المؤلفات هي:
| - كشف الغطاء عن مبهمات الشريعة الغراء. - مختصر كشف الغطاء. - كشف الغطاء عن معايب الميرزا محمد عدو العلماء. وهي رسالة كتبها في الطعن على الميرزا محمد بن عبد النبي الشهير بالأخباري أرسلها إلى فتح علي شاه، أبان فيها قبائح أفعال ذلك الرجل. واعتقاداته الفكرية - شرح القواعد. شرح على بعض أبواب المكاسب من كتاب القواعد للحلِّي، كبير مشتمل على قواعد فقهية وفقاهة إعجازية، لم ترَّ مثلها عين الزمان)) - بغية الطالب في معرفة المفروض والواجب. رسالة عمليَّة اقتصر فيها على ذكر مجرّد الفتاوى. - التحقيق والتنفير فيما يتعلق بالمقادير. وهو مختصر في تحديد المقادير الشرعية - الحق المبين في تصويب المجتهدين وتخطئة جهّال الأخباريين. رسالة ذكرها محمد باقر الخوانساري باسم الحق المبين في الرد على الأخباريين، ومثله ذكر حرز الدين، وجعفر آل محبوبة، والعنوان المذكور هو ما ذكره آغا بزرك الطهراني في الذريعة - سؤال وجواب. - كتاب كبير في الطهارة. قال عنه السيد الخوانساري: ((كتبه في مبادئ أمره لجمع عبائر الأصحاب، والأحاديث الواردة في ذلك الباب)) | - غاية المأمول في علم الأصول. - غاية المراد في أحكام الأجتهاد. - مجموعة فقهية. وقد جمع فيها أولاً من جوابات المسائل عن السيد المرتضى متفرقة، ثم جملة من الفروع من الناصريات له أيضاً، ثم انتخبها من الفروع من كتابه الانتصار، ثم المجلس الثاني عشر من مجالس الصدوق، ثم المسائل الأصولية ثم الفقهية التي انتزعها واستخرجها من كتاب نهج الحق للعلامة الحلي - مشكاة المصابيح. ذكره السيد الأمين، والشيخ محبوبة بعنوان: (شرح الهداية للطباطبائي) - مناسك الحج. - منهج الرشاد لمن أراد السداد. وهي رسالة كتبها جواباً لكتاب ورده من ابن سعود إمام الوهّابيين. - إثبات الفرقة الناجية. - أحكام الأموات. - القواعد الست عشرة. - العقائد الجعفرية. في أصول الدين. - رسالة في الدماء الثلاثة. - الرسالة الصومية. |

## مكانته العلمية
عرف بقوة عارضه بالفقاهة وشدة تمكنه من ناصيتها ومما يستشهد به على ذلك كتابه كشف الغطاء لاسيما مقدمته التي تعتبر أعجوبة في تناول واحتواء كافة فروع الفقه، ومن الآثار التي يستدل بها على نبوغه هو شرحه على قواعد العلامة والذي يعتبر نواة لإنجاز فقهي كبير للشيخ الأنصاري ألا وهو كتاب المكاسب فهذا الشرح قد حوى من القواعد الفقهية البكر ما لم يحوه كتاب قبله مما مهد للشيخ الأنصاري أن يمضي في سبيل تحقيق إنجازه غير المسبوق